# Hiroyuki Tominaga
Hiroyuki Tominaga (富永啓之?, Tominaga Hiroyuki; Kyoto, 7 ottobre 1973) è un ex cestista giapponese.

## Biografia
All'inizio gli piaceva il baseball ma al liceo ha virato per il basket dal momento che la sua statura era notevolmente aumentata, ha frequentato la scuola superiore Rakunan della prefettura di Kyoto, e successivamente ha studiato all'Università Nihon, in quel periodo ha giocato nella nazionale universitaria del Giappone alle Universiade del 1995 dove il Giappone vinse la medaglia d'argento.
Con nazionale di basket del Giappone ha disputato il Campionato del mondo del 1998, segnando 7 punti in 3 partite. È alto 211 cm questo fa di lui uno dei giocatori di basket più alti della storia del Giappone.
È sposato con Hitomi e dal loro matrimonio sono nati una femmina, Chihiro, e un maschio, Keisei il quale come il padre è un giocatore della nazionale di pallacanestro del Giappone.